# 휴스턴 에어로스 (WHA)
| 데이턴 애로우스 휴스턴 에어로스 |                                                          |
| 디비전                          | 웨스트 디비전 (1972년~1977년)                            |
| 설립연도                        | 1972년                                                   |
| 해체연도                        | 1978년                                                   |
| 역사                            | 데이턴 애로우스 (1972년) 휴스턴 에어로스 (1972년~1978년) |
| 경기장                          | 샘 휴스턴 콜리시엄 더 슈미트                             |
| 연고지                          | 텍사스주 휴스턴                                          |
| 상징색                          | 다크 블루, 라이트 블루, 하양                             |
| 구단주                          | -                                                        |
| 단장                            | -                                                        |
| 감독                            | -                                                        |
| 애브코 월드 트로피              | 2 (1974, 1975)                                           |
| 시즌 우승                       | 4 (1974, 1975, 1976, 1977)                               |
| 디비전 우승                     | 4 (1974, 1975, 1976, 1977)                               |
| 영구 결번                       | -                                                        |

데이턴 애로우스/휴스턴 에어로스(Dayton Arrows/Houston Aeros)는 1972년부터 1978년까지 텍사스주 휴스턴을 연고지로 하는 WHA 소속 아이스 하키팀이다.

## 역대 홈경기장
| 경기장                          | 사용기간      | 수용인원 | 장소              | 비고 |
| ------------------------------- | ------------- | -------- | ----------------- | ---- |
| 데이턴 애로우스/휴스턴 에어로스 |               |          |                   |      |
| 빈칸                            | 빈칸          | 빈칸     | 오하이오주 데이턴 | 빈칸 |
| 샘 휴스턴 콜리시엄              | 1972년~1975년 | 9,200명  | 텍사스주 휴스턴   | 빈칸 |
| 더 슈미트                       | 1975년~1978년 | 15,242명 | 텍사스주 휴스턴   | 빈칸 |

## 같이 보기
- 휴스턴 에어로스 (AHL)